# 창원 호계리 공룡발자국 화석
창원 호계리 공룡발자국 화석(昌原 互溪里 恐龍발자국 化石)은 대한민국 경상남도 창원시 마산회원구 내서읍 호계리의 경상 누층군 진동층 상에 있는 공룡발자국 화석이다. 1997년 12월 31일 경상남도의 기념물 제170호로 지정되었다.

## 개요
창원시 호계리 공룡발자국화석은 대구와 마산을 잇는 구마고속도로 확ㆍ포장공사로 발견되었다. 이곳에 드러난 중생대 백악기의 퇴적암 지층 경상 누층군 진동층의 900 m2의 비탈 암반면에서 대ㆍ소의 이구아나룡과에 속하는 고성룡족인 공룡 발자국 166개가 확인되었다.
이들 공룡발자국 화석은 평행 또는 비스듬히 이동한 흔적을 남기고 있으며, 지름 8 cm 정도의 원형 새끼공룡 발자국 화석도 발견되고 있다. 공룡발자국이 산출되는 이곳 지층은 약 1억년 전의 중생대 백악기 전기 경상 누층군 하양층군 진동층의 중회색 셰일 암반층이다. 마산 호계리 공룡발자국화석은 약 1억년 전의 중생대 백악기의 공룡발자국으로서 약 900 m2에 걸쳐 대·소의 이구아나룡과에 속하는 고성 공룡족인 170여개의 발자국이 발견되어 자연사(自然史) 자료로 높이 평가되고 있다.

## 위치
화석 산지는 내서분기점 바로 옆인 경상남도 창원시 내서읍 중리 산 1에 위치한다. 내서고속버스터미널과 창원시내서농산물도매시장 사이의 도로인 용담로를 따라 북쪽으로 가면 도로가 왼쪽으로 굽어지기 전 공룡 발자국 안내 표지판이 있다. 표지판을 따라 오른쪽의 왕복 1차선인 샛길(죽암동길)을 따라 들어가면 나무 데크로 만든 길이 있다. 이 길을 따라 100 m 정도 올라가면 고속도로를 바로 옆에 두고 화석 산지가 나온다.

## 참고 자료
- 창원 호계리 공룡발자국 화석 - 국가유산청 국가유산포털

## 같이 보기
- 경상 누층군 진동층
- 창원시의 지질